# Liste der Monuments historiques in Aigrefeuille-sur-Maine
Die Liste der Monuments historiques in Aigrefeuille-sur-Maine führt die Monuments historiques in der französischen Gemeinde Aigrefeuille-sur-Maine auf.

## Liste der Bauwerke
| Bezeichnung                       | Beschreibung      | Standort | Kennzeichnung | Schutzstatus | Datum | Bild |
| --------------------------------- | ----------------- | -------- | ------------- | ------------ | ----- | ---- |
| Kirche Notre-Dame de l’Assomption | Erbaut 1897, 1923 | (Lage)   | PA44000038    | Inscrit      | 2007  |      |

## Liste der Objekte
- Monuments historiques (Objekte) in Aigrefeuille-sur-Maine in der Base Palissy des französischen Kultusministeriums